# Jacques-Joachim de Soignies
Jacques-Joachim de Soignies nasceu em Mons no ano de 1720, falecendo em 1783.

## Biografia
Foi aluno nas academias de Bruxelas e de Antuérpia, assim como aluno na escola das belas-artes de Paris. Em 1771 foi pintor na corte de Ana Carlota de Lorena. Pintou para algumas igrejas da região do Hainaut.